# Шипулін Дмитро Аркадійович
Дмитро Аркадійович Шипулін (1911, місто Харків, тепер Харківської області — ?) — український радянський діяч, залізничник, машиніст-інструктор локомотивного депо станції Куп'янськ-Сортувальна Харківської області. Депутат Верховної Ради СРСР 6—7-го скликань.

## Біографія
Народився в робітничій родині. До 1927 року навчався в початковій школі. З 1927 року — учень слюсаря школи фабрично-заводського навчання. З 1929 року — слюсар з ремонту паровозів Куп'янського паровозного депо.
Освіта неповна середня. У 1932 році закінчив механічний технікум.
З 1932 по 1933 рік працював помічником машиніста Куп'янського паровозного депо Харківської області.
У 1933—1936 роках — служба на Військово-морському флоті СРСР.
У 1936—1939 роках — машиніст, у 1939—1941 роках — машиніст-інструктор паровозного депо станції Куп'янськ Харківської області.
З 1941 по 1945 рік — на Військово-морському флоті СРСР, учасник німецько-радянської війни. Служив на Чорноморському флоті машиністом військового транспорту «Красная Молдавия».
Член ВКП(б) з 1942 року.
З 1946 року — машиніст-інструктор паровозного (локомотивного) депо станції Куп'янськ-Сортувальна Південної залізниці Харківської області.
Потім — на пенсії.

## Звання
- сержант

## Нагороди
- орден «Знак Пошани»
- орден Вітчизняної війни ІІ ст. (6.11.1985)
- медаль «За оборону Одеси»
- медаль «За оборону Севастополя»
- медалі
- два знаки «Почесному залізничнику»
- знак «Відмінний паровозник»